# José Gorostiza Alcalá
José Gorostiza Alcalá (San Juan Bautista, Tabasco; 10 de noviembre de 1901 - Ciudad de México, 16 de marzo de 1973) fue un poeta y diplomático mexicano. Al servicio del Estado mexicano durante la mayoría de su vida en varios cargos gubernamentales o diplomáticas, formó también parte del grupo de la revista literaria Contemporáneos (1928-1931) y fue elegido miembro de la Academia Mexicana de la Lengua en 1954.

## Biografía

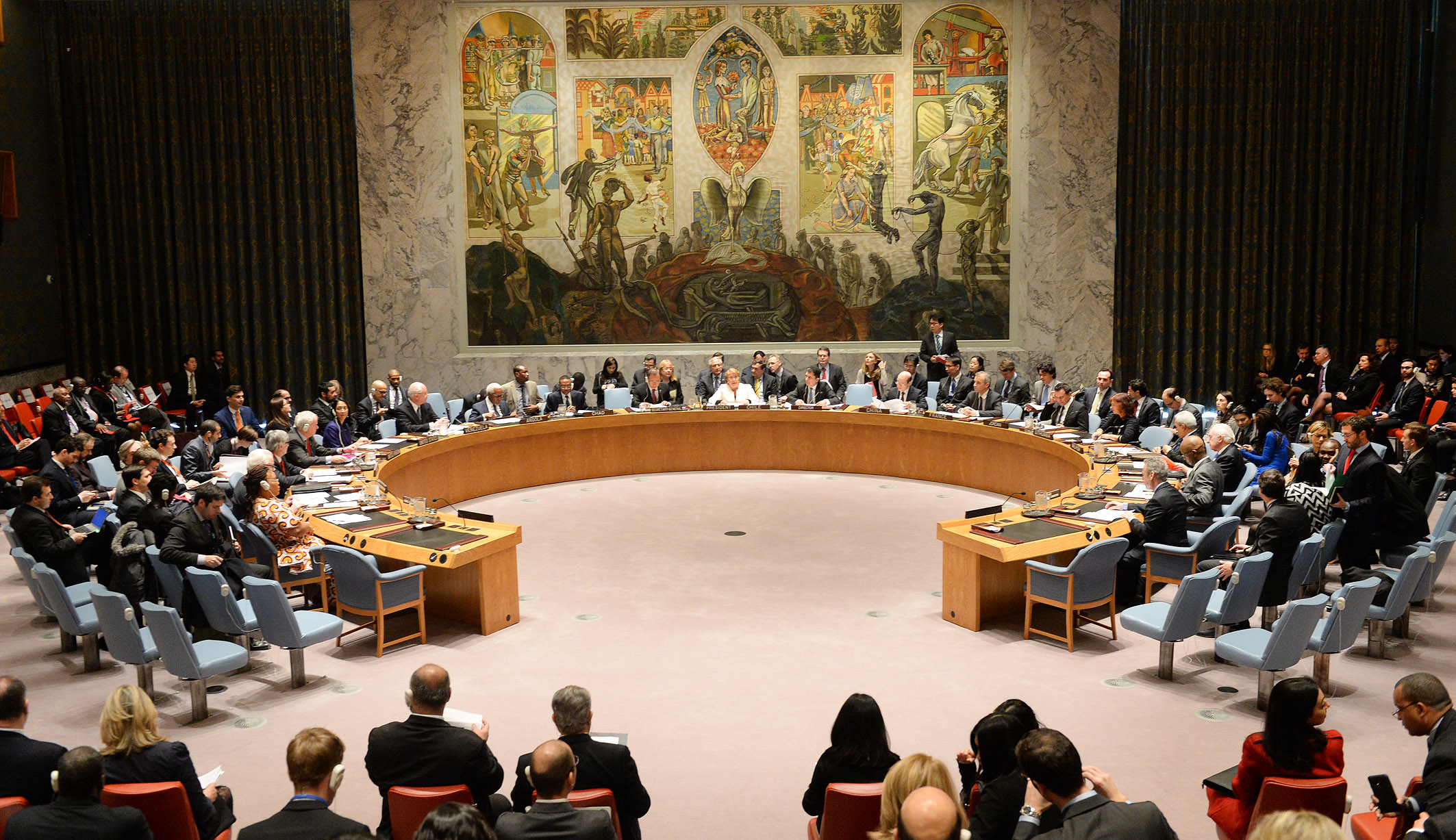
Durante su larga carrera, José Gorostiza representó a México en Consejo de Seguridad de la ONU

Se trasladó a la Ciudad de México y en 1920 concluyó los estudios de bachiller en Letras. Perteneció al llamado grupo de Los Contemporáneos (1928-1931). Fue profesor de Literatura Mexicana en la Facultad de Filosofía y Letras de la Universidad Nacional Autónoma de México, en 1929; de Historia Moderna en la Escuela Nacional de Maestros, en 1932, y jefe del Departamento de Bellas Artes de la Secretaría de Educación Pública.
De 1958 a 1963 trabajó como subsecretario de la Secretaría de Relaciones y como secretario de la misma en 1964. Fue miembro del servicio diplomático como canciller de primera en el servicio exterior, para lo que se trasladó a Londres en 1927. De 1937 a 1939 fungió como segundo secretario de la Legación en Copenhague y como Primer secretario en Roma de 1939 a 1940. 
En 1944 se desempeñó como ministro plenipotenciario y director general de Asuntos Políticos y del Servicio Diplomático; en 1950 fue asesor del representante de México ante el Consejo de Seguridad de la ONU. De 1950 a 1951 fue embajador de México en Grecia. De 1953 a 1964 participó como delegado en muchas conferencias internacionales y de 1965 a 1970 ocupó la presidencia de la Comisión Nacional de Energía Nuclear.
El 14 de mayo de 1954 fue elegido miembro de la Academia Mexicana de la Lengua, correspondiente de la española, y el 22 de marzo de 1955 lo fue de número, en la silla número XXXV, aunque sus biógrafos refieren que no fue un hombre de cenáculo. A pesar de sus dotes no fue un literato prolífico; hay quien opina que sus actividades diplomáticas y políticas no se lo permitieron.

## Publicaciones
Publicó únicamente dos libros: el primero, Canciones para cantar en las barcas (1925), se caracteriza por la pureza de su línea y delicadeza de su lirismo. La interrelación de estos elementos le permitió escribir poemas aparentemente simples, pero sumamente complejos en su significación y lirismo.
Después de catorce años, durante los cuales sus poemas permanecieron inéditos o dispersos en revistas y antologías, apareció Muerte sin fin (1939), uno de los más importantes poemas largos escritos en español del siglo XX; en éste, los versos dejan la simplicidad y, sin abandonar el diálogo entre vida común y expresión exacta, se sumergen en una búsqueda poética exhaustiva del ser, en el mundo y en la muerte.
Sus siguientes publicaciones no son obras que haya escrito, sino que son antologías de sus obras. 
En 1964 apareció Poesía, libro en el que reúne las obras anteriores, además de poemas y fragmentos bajo el título "Del poema frustrado", y el ensayo "Notas sobre poesía", que había pronunciado como discurso de ingreso en la Academia de la Lengua.
Por fin, en 1969 publicó un volumen de Prosa.

## Valoración de su obra
Si el nombre de Gorostiza se compara con los nombres de algunos de los mayores poetas universales, es porque en efecto la breve obra de este autor es también la de uno de los más profundos poetas de nuestra época. De espíritu sutil y profundo, se le conoce como "el poeta de la inteligencia". Artista valeroso y exigente, cuyo resultado es la pureza más acendrada de la esencia lírica[cita requerida]. 

## Obras
- Canciones para cantar en las barcas (1925)
- Muerte sin fin (1939)

Las siguientes son antologías de sus obras, pero no son libros que él publicó:
- Poesía (1964)
- Prosa (1969)
- Teatro: Ventana a la calle (1924)

## Premios
- Premio Mazatlán de Literatura 1965 con Obras
- Premio Nacional de Ciencias y Artes en Literatura 1968[2]